# Kostrzyn (gemeente)
De gemeente Kostrzyn is een stad- en landgemeente in powiat Poznański (Groot-Polen). Zetel van de gemeente is in de stad Kostrzyn.

## Administratieve plaatsen (sołectwo)
Brzeźno, Czerlejnko, Czerlejno, Drzązgowo, Glinka, Gułtowy, Gwiazdowo, Iwno, Jagodno, Siedlec, Siedleczek, Siekierki Wielkie, Skałowo, Sokolniki Drzązgowskie, Strumiany, Tarnowo, Trzek, Węgierskie, Wiktorowo, Wróblewo.

## Overige plaatsen
Antonin, Buszkówiec, Chorzałki, Glinka Szlachecka, Klony, Leśna Grobla, Libartowo, Ługowiny, Rujsca, Sanniki, Siekierki Małe, Sokolniki Klonowskie.